# Coccobius udakamundus
Coccobius udakamundus är en stekelart som beskrevs av Hayat 1998. Coccobius udakamundus ingår i släktet Coccobius och familjen växtlussteklar. Inga underarter finns listade i Catalogue of Life.